# Suctobelbella perarmata
Suctobelbella perarmata är en kvalsterart som först beskrevs av Sandór Mahunka 1978.  Suctobelbella perarmata ingår i släktet Suctobelbella och familjen Suctobelbidae. Inga underarter finns listade i Catalogue of Life.